# Luyten 726-8
Luyten 726-8, známý také jako Gliese 65, je dvojhvězda v souhvězdí Velryby. Systém se nachází ve vzdálenosti 8,7 světelných let od Slunce a patří mezi nejbližší hvězdné systémy k Sluneční soustavě. Obě složky, BL Ceti a UV Ceti, jsou červení trpaslíci a eruptivní proměnné hvězdy.

## Objev a vlastnosti
Dvojhvězdu objevil v roce 1948 Willem Jacob Luyten při průzkumu hvězd s vysokým vlastním pohybem. Systém vykazuje výjimečně vysoký vlastní pohyb s hodnotou 3,37 úhlové sekundy za rok.
Složky systému Gliese 65 obíhají kolem společného těžiště s periodou 26,5 let. Vzdálenost mezi hvězdami se pohybuje v rozmezí 2,1 až 8,8 AU. Nejbližší sousední hvězdou je Tau Ceti, která je vzdálená 3,2 světelných let.

## Složky hvězd
- BL Ceti (Gliese 65 A): Červený trpaslík spektrálního typu M5,5. Proměnná hvězda s menšími změnami jasnosti.[2]
- UV Ceti (Gliese 65 B): Výraznější eruptivní hvězda, typická pro třídu hvězd typu UV Ceti. Jasnost této složky může během několika sekund vzrůst až 75krát. Tento typ změn je běžný u eruptivních proměnných hvězd.[3]

## Kandidátní planeta
V roce 2024 byl v systému Gliese 65 objeven kandidát na super-Neptun pomocí přístroje GRAVITY na Very Large Telescope. Tento objekt má odhadovanou hmotnost přibližně 40násobku hmotnosti Země a obíhá jednu z hvězd s periodou 156 dní ve vzdálenosti 0,3 AU.

## Budoucí interakce
Za přibližně 31 500 let projde Gliese 65 blízko hvězdy Epsilon Eridani ve vzdálenosti přibližně 0,93 světelných let, což může způsobit gravitační narušení hypotetického Oortova oblaku této hvězdy.